# 추이 측도
측도론과 확률론에서 추이 측도(推移測度, 영어: transition measure)는 첫 번째 변수에 대하여 가측 함수이며 두 번째 변수에 대하여 측도인 이변수 함수이다. 추이 측도를 통해 곱 가측 공간 위에 측도를 유도할 수 있다.

## 정의
두 가측 공간 {\displaystyle (X,{\mathcal {F}})}와 {\displaystyle (Y,{\mathcal {G}})} 사이의 추이 측도는 다음 두 조건을 만족시키는 함수
{\displaystyle \mu \colon X\times {\mathcal {G}}\to [0,\infty ]}
이다.
- 임의의 {\displaystyle x\in X}에 대하여, {\displaystyle B\mapsto \mu (x,B)}는 {\displaystyle (Y,{\mathcal {G}})} 위의 측도이다.
- 임의의 {\displaystyle B\in {\mathcal {G}}}에 대하여, {\displaystyle x\mapsto \mu (x,B)}는 {\displaystyle (X,{\mathcal {F}})\to ([0,\infty ],{\mathcal {B}}([0,\infty ]))} 가측 함수이다.

만약 임의의 {\displaystyle x\in X}에 대하여 {\displaystyle B\mapsto \mu (x,B)}가 확률 측도라면, {\displaystyle \mu }를 확률 추이 측도(確率推移測度, 영어: probability transition measure)이라고 한다.

### 시그마 유한 추이 측도
두 가측 공간 {\displaystyle (X,{\mathcal {F}})}와 {\displaystyle (Y,{\mathcal {G}})} 사이의 추이 측도 {\displaystyle \mu }에 대하여, 다음 조건을 만족시키는 가측 집합들의 족 {\displaystyle {\mathcal {B}}\subset {\mathcal {G}}}가 존재한다면, {\displaystyle \mu }를 시그마 유한 추이 측도(-有限推移測度, 영어: sigma-finite transition measure)라고 한다.
{\displaystyle |{\mathcal {B}}|\leq \aleph _{0}}
{\displaystyle Y=\bigcup {\mathcal {B}}}
{\displaystyle \mu (x,B)<\infty \qquad \forall x\in X,\;B\in {\mathcal {B}}}
두 가측 공간 {\displaystyle (X,{\mathcal {F}})}와 {\displaystyle (Y,{\mathcal {G}})} 사이의 추이 측도 {\displaystyle \mu }에 대하여, 다음 조건을 만족시키는 가측 집합들의 족 {\displaystyle {\mathcal {A}}\subset {\mathcal {G}}} 및 {\displaystyle {\mathcal {B}}\subset {\mathcal {G}}}가 존재한다면, {\displaystyle \mu }를 균등 시그마 유한 추이 측도(均等-有限推移測度, 영어: sigma-finite transition measure)라고 한다.
{\displaystyle |{\mathcal {A}}|,|{\mathcal {B}}|\leq \aleph _{0}}
{\displaystyle X=\bigcup {\mathcal {A}}}
{\displaystyle Y=\bigcup {\mathcal {B}}}
{\displaystyle \sup _{x\in A}\mu (x,B)<\infty \qquad \forall A\in {\mathcal {A}},\;B\in {\mathcal {B}}}

## 성질

### 유한 차원 곱공간 위의 측도
다음이 주어졌다고 하자.
- 유한 개의 가측 공간 {\displaystyle (X_{i},{\mathcal {F}}_{i})_{i=1,\dots ,n}}
- 각 {\displaystyle i=1,\dots ,n}에 대하여, {\displaystyle \textstyle (\prod _{j=1}^{i-1}X_{j},\prod _{j=1}^{i-1}{\mathcal {F}}_{j})}와 {\displaystyle (X_{i},{\mathcal {F}}_{i})} 사이의 시그마 유한 추이 측도 {\displaystyle \mu _{i}}. (특히, {\displaystyle \mu _{1}}은 {\displaystyle (X_{1},{\mathcal {F}}_{1})} 위의 시그마 유한 측도이다.)

그렇다면, 곱 가측 공간 {\displaystyle \textstyle (\prod _{i=1}^{n}X_{i},\prod _{i=1}^{n}{\mathcal {F}}_{i})} 위에 다음과 같은 시그마 유한 측도를 부여할 수 있다.
{\displaystyle \mu \colon S\mapsto \int _{X_{1}}\int _{X_{2}}\cdots \int _{X_{n}}1_{S}(x_{1},\dots ,x_{n})\mu _{n}(x_{1},\dots ,x_{n-1},\mathrm {d} x_{n})\cdots \mu _{2}(x_{1},\mathrm {d} x_{2})\mu _{1}(\mathrm {d} x_{1})\qquad \forall S\in \prod _{i=1}^{n}{\mathcal {F}}_{i}}
이는 다음 조건을 만족시키는 유일한 측도이다.
{\displaystyle \mu \left(\prod _{i=1}^{n}A_{i}\right)=\int _{A_{1}}\int _{A_{2}}\cdots \int _{A_{n}}\mu _{n}(x_{1},\dots ,x_{n-1},\mathrm {d} x_{n})\cdots \mu _{2}(x_{1},\mathrm {d} x_{2})\mu _{1}(\mathrm {d} x_{1})\qquad \forall A_{1}\in {\mathcal {F}}_{1},\dots ,A_{n}\in {\mathcal {F}}_{n}}
또한, 임의의 적분 가능 가측 함수 {\displaystyle \textstyle f\colon \prod _{i=1}^{n}X_{i}\to \mathbb {(} \mathbb {R} ,{\mathcal {B}}(\mathbb {R} ))}에 대하여, 다음이 성립한다.
{\displaystyle \int _{\prod _{i=1}^{n}X_{i}}f\mathrm {d} \mu =\int _{X_{1}}\int _{X_{2}}\cdots \int _{X_{n}}f(x_{1},\dots ,x_{n})\mu _{n}(x_{1},\dots ,x_{n-1},\mathrm {d} x_{n})\cdots \mu _{2}(x_{1},\mathrm {d} x_{2})\mu _{1}(\mathrm {d} x_{1})}

### 가산 차원 곱공간 위의 확률 측도
다음이 주어졌다고 하자.
- 가산 무한 개의 가측 공간 {\displaystyle (X_{i},{\mathcal {F}}_{i})_{i=1,2,\dots }}
- 각 {\displaystyle i=1,2,\dots }에 대하여, {\displaystyle \textstyle (\prod _{j=1}^{i-1}X_{j},\prod _{j=1}^{i-1}{\mathcal {F}}_{j})}와 {\displaystyle (X_{i},{\mathcal {F}}_{i})} 사이의 확률 추이 측도 {\displaystyle P_{i}}. (특히, {\displaystyle P_{1}}은 {\displaystyle (X_{1},{\mathcal {F}}_{1})} 위의 확률 측도이다.)

그렇다면, 이오네스쿠툴체아 정리(-定理, 영어: Ionescu Tulcea theorem)에 따르면 곱 가측 공간 {\displaystyle \textstyle (\prod _{i=1}^{\infty }X_{i},\prod _{i=1}^{\infty }{\mathcal {F}}_{i})} 위에 다음 조건을 만족시키는 유일한 확률 측도 {\displaystyle P}가 존재한다.
{\displaystyle P\left(\prod _{i=1}^{n}A_{i}\times \prod _{i=n+1}^{\infty }X_{i}\right)=\int _{A_{1}}\int _{A_{2}}\cdots \int _{A_{n}}P_{n}(x_{1},\dots ,x_{n-1},\mathrm {d} x_{n})\cdots P_{2}(x_{1},\mathrm {d} x_{2})P_{1}(\mathrm {d} x_{1})\qquad \forall n=1,2,\dots ,\;A_{1}\in {\mathcal {F}}_{1},\dots ,A_{n}\in {\mathcal {F}}_{n}}

### 범주론적 성질
3개의 가측 공간 {\displaystyle (X,{\mathcal {F}})}, {\displaystyle (Y,{\mathcal {G}})}, {\displaystyle (Z,{\mathcal {H}})} 및 {\displaystyle X\times {\mathcal {G}}} 위의 확률 추이 측도 {\displaystyle \mu } 및 {\displaystyle Y\times {\mathcal {H}}} 위의 확률 추이 측도 {\displaystyle \nu }가 주어졌을 때, {\displaystyle X\times {\mathcal {H}}} 위에 다음과 같은 확률 추이 측도를 정의할 수 있다.
{\displaystyle \nu \circ \mu \colon (x,C)\mapsto \int _{Y}\nu (y,C)\mu (x,\mathrm {d} y)}
확률 추이 측도의 합성은 결합 법칙을 만족시키며, 이에 따라 가측 공간과 확률 추이 측도는 범주를 이룬다.

## 예
두 가측 공간 {\displaystyle (X,{\mathcal {F}})}, {\displaystyle (Y,{\mathcal {G}})} 및 {\displaystyle (Y,{\mathcal {G}})} 위의 측도 {\displaystyle \mu }가 주어졌을 때, 함수
{\displaystyle (x,B)\mapsto \mu (B)}
는 {\displaystyle (X,{\mathcal {F}})}와 {\displaystyle (Y,{\mathcal {G}})} 사이의 추이 측도를 이룬다. 만약 {\displaystyle \mu }가 시그마 유한 측도 · 확률 측도라면, 이는 각각 (균등) 시그마 유한 추이 측도 · 확률 추이 측도를 이룬다.
유한 이산 가측 공간 {\displaystyle (\Omega ,{\mathcal {P}}(\Omega ))}이 주어졌고, 행렬 {\displaystyle p\colon \Omega \times \Omega \to [0,1]}가
{\displaystyle \sum _{y\in \Omega }p(x,y)=1\qquad \forall x\in \Omega }
를 만족시킬 때, 함수
{\displaystyle (x,B)\mapsto \sum _{y\in B}p(x,y)}
는 {\displaystyle (\Omega ,{\mathcal {P}}(\Omega ))} 위의 확률 추이 측도를 이룬다. 이 경우 확률 추이 측도의 합성은 행렬의 곱셈에 대응한다.

## 역사
이오네스쿠툴체아 정리는 카시우스 토크빌 이오네스쿠툴체아(루마니아어: Cassius Tocqueville Ionescu-Tulcea)가 증명하였다.

## 참고 문헌
1. ↑  Ionescu-Tulcea, Cassius Tocqueville (1949). “Mesures dans les espaces produits”. 《Atti della Accademia Nazionale dei Lincei Rendiconti della Classe di Scienze Fisiche, Matematiche e Naturali (8)》 (프랑스어) 7: 208–211. MR 36288.

- Bogachev, Vladimir I. (2007). 《Measure theory. Volume II》 (영어). Berlin, Heidelberg: Springer. doi:10.1007/978-3-540-34514-5. ISBN 978-3-540-34513-8. LCCN 2006933997.
- Parthasarathy, K. R. (2005). 《Introduction to Probability and Measure》. Texts and Readings in Mathematics (영어) 33. Gurgaon: Hindustan Book Agency. doi:10.1007/978-93-86279-27-9. ISBN 978-81-85931-55-5. ISSN 2366-8717.